# Банско веће
Банско веће је било саветодавни орган у бановинама Краљевине Југославије.
Чланове банских већа је постављао и смењивао министар унутрашњих послова на предлог бана. Банска већа у Дунавској и Савској бановини имала су по 30 чланова, у Вардарској, Дринској и Моравској по 25 чланова, а у свим осталим бановинама по 20 чланова.
Правилник о организацији, раду, пословном реду и издацима за рад банских већа прописивао је министар унутрашњих послова.